# Kid et le Truand
Pour plus de détails, voir Fiche technique et Distribution.
Kid et le Truand (Me and the Kid) est un film américain réalisé par Dan Curtis, sorti en 1993.

## Synopsis
Harry et Roy sont deux petits cambrioleurs sans génie qui pensaient trouvés la somme de 250 000 dollars dans le coffre de Victor Feldman mais quelle n'est pas leur surprise quand ils découvrent qu'il n'y a rien. Ils ont alors l'idée de kidnapper son fils Gary en échange d'une rançon. Mais rien ne va se dérouler comme prévu. L'enfant qui est un hypocondriaque va se révéler très gênant et très perturbateur pour les deux acolytes.

## Fiche technique
- Titre original : Me and the Kid
- Titre français : Kid et le Truand
- Réalisation : Dan Curtis
- Scénario : Richard Tannenbaum, d'après le roman de Stanley Cohen
- Décors : Veronica Hadfield
- Costumes : Deborah Lancaster
- Photographie : Dietrich Lohmann
- Musique : Bob Cobert
- Montage : Bill Blunden
- Effets spéciaux : Gary Cruz et Steve Galich
- Casting : Mary Jo Slater
- Production : Lynn Loring ; Jack Clements (superviseur) ; Tracy Curtis (associée)
- Pays d'origine :  États-Unis
- Langue orignale : anglais
- Format : couleur - 35 mm - 1,85:1 - son mono
- Genre : comédie
- Durée : 94 minutes
- Dates de sortie :
  - États-Unis : 22 octobre 1993
  - France : années 1990 (sorti directement en VHS[1])

## Distribution
- Danny Aiello : Harry
- Alex Zuckerman : Gary Feldman
- Joe Pantoliano : Roy
- Cathy Moriarty : Rose
- David Dukes : Victor Feldman
- Anita Morris : Mme Feldman
- Rick Aiello : agent Pasetta
- Demond Wilson : agent Schamper
- Ben Stein : Fred Herbert
- Robin Thomas : Dr Berman
- Abe Vigoda : le prêteur sur gages
- Todd Bryant : J. P.
- Alaina Reed-Hall : Sarah
- Mowava Pryor : Janeeta